# Warreella
Warreella là một chi phong lan trong họ Orchidaceae.